# Maureen Tucker
Maureen Ann "Mo" Tucker (n. 26 august 1944, Levittown, New York) este o muziciană cunoscută mai ales ca fostă bateristă în trupa The Velvet Underground.
1. ↑  Maureen Tucker, Česko-Slovenská filmová databáze